# Missolonghi
Missolonghi (sau Mesolongion) este un oraș în prefectura Aetolia-Acarnania, Grecia.
Aici au avut loc lupte în timpul Războiului de Independență al Greciei, la care a participat și poetul englez George Gordon Byron, care și-a găsit sfârșitul în această localitate.